# 형사 마디간
형사 마디간(Madigan)은 미국에서 제작된 돈 시겔 감독의 1968년 범죄, 드라마 영화이다. 리차드 위드마크 등이 주연으로 출연하였고 프랭크 P. 로젠버그 등이 제작에 참여하였다.

## 출연

### 주연
- 리차드 위드마크
- 헨리 폰다

### 조연
- 잉거 스티븐스
- 해리 가르디노
- 제임스 휘트모어
- 수잔 클라크
- 마이클 던
- 스티브 아이냇
- 돈 스트로우드
- 쉬리 노스
- 워렌 스티븐스
- 레이몬드 세인트 자크

## 제작진
- 원작자: 리처드 도허티
- 미술: 알렉산더 골릿즌
- 미술: 조지 C. 웹